# Sainte Tryphine et le Roi Arthur
Sainte Tryphine et le Roi Arthur est un mystère en breton publié avec traduction française par François-Marie Luzel vers 1864, d'après trois manuscrits en breton.

## Écriture
Selon Anatole Le Braz, François-Marie Luzel découvre en 1864 un manuscrit titré Cognomerus à Kérity chez un ancien acteur nommé Quément ; ce texte évoque Sainte Tréphine. Luzel dépose le manuscrit à la Bibliothèque nationale l'année suivante. Ce texte lui sert d'inspiration pour l'écriture de sa propre pièce qui s'éloigne cependant significativement du manuscrit. Anatole Le Braz écrit lui-même une autre pièce à partir de ce manuscrit, plus proche du texte initial, semble-t-il : Cognomerus et Sainte Tréfine.
Selon la correspondance de François-Marie Luzel, notamment avec Ernest Renan, Luzel est en possession d'un manuscrit sur Sainte-Tréphine dès avant 1862. Ce manuscrit est prêté notamment à l'abbé Jean-Guillaume Henry, qui intervient suffisamment pour être crédité comme co-auteur de la pièce de Luzel parue au début de 1863. Cependant, le vicomte de La Villemarqué aurait eu une copie du texte : il publie en 1865 Le Grand Mystère de Jésus, inspiré aussi du même thème.

## Thème
La pièce raconte l'histoire de Tryphine, jeune épouse d'un roi Arthur assez éloigné de la légende arthurienne, basée librement sur la légende de Sainte Tréphine.
Une autre version de la pièce a été publiée en 1899.

## Représentation
Une représentation a lieu à Morlaix en 1888. Elle se solde par un échec, sans doute du fait de la distribution non professionnelle.

## Réédition
La version de Luzel a été rééditée par les Presses universitaires de Rennes et Terre de Brume en 2002, avec une préface de Françoise Morvan qui a dirigé la réédition des œuvres de Luzel. L'orthographe utilisée est celle de l'édition de 1863, et non celle du breton unifié, dit peurunvan.